# Diocesi di Murcona
La diocesi di Murcona (in latino: Dioecesis Murconensis) è una sede soppressa e sede titolare della Chiesa cattolica.

## Storia
Murcona, nell'odierna Algeria, è un'antica sede episcopale della provincia romana della Mauritania Cesariense. Toulotte e Mesnage identificano l'ecclesia Murconensis o Nurconensis, menzionata dalle fonti ecclesiastiche, con la località Ad Dracones, di cui parla l'Itinerario antonino, e localizzata a Hammar bou Hadjar, 15 miglia da Aïn Témouchent.
Sono due i vescovi documentati di questa antica diocesi africana. Alla conferenza di Cartagine del 411, che vide riuniti assieme i vescovi cattolici e donatisti dell'Africa romana, prese parte il vescovo cattolico Ausilio, senza competitore donatista. Vista la rarità del nome, potrebbe essere identificato con il vescovo Ausilio di cui parla sant'Agostino: Ausilio, che aveva colpito con un anatema il comes Classiciano, e tutta la sua famiglia, per aver contravvenuto alla giurisdizione ecclesiastica, ricevette dal vescovo di Ippona una lettera di intercessione a favore di Classiciano.
Il secondo vescovo è Maddanio, il cui nome appare al 102º posto nella lista dei vescovi della Mauritania Cesariense convocati a Cartagine dal re vandalo Unerico nel 484; Maddanio, come tutti gli altri vescovi cattolici africani, fu condannato all'esilio.
Dal 1989 Murcona è annoverata tra le sedi vescovili titolari della Chiesa cattolica; dal 30 settembre 2021 il vescovo titolare è Petru Sescu, vescovo ausiliare di Iași.

## Cronotassi

### Vescovi residenti
- Ausilio † (prima del 411 - dopo il 415/420)
- Maddanio † (menzionato nel 484)

### Vescovi titolari
- John Richard Sheets, S.I. † (14 maggio 1991 - 16 aprile 2003 deceduto)
- Claude-Joseph Azéma † (22 maggio 2003 - 5 settembre 2021 deceduto)
- Petru Sescu, dal 30 settembre 2021